# Castel Labers
Il Castel Labers (in tedesco Schloss Labers) è un castello adibito ad hotel nelle vicinanze di Merano. Sorge nell'omonima frazione su un declivio alla sinistra orografica del rio Nova.

## Storia
Le prime notizie scritte risalgono al 1185 quando viene indicato con il toponimo Laubers dal nome del suo primo proprietario, Ulrich von Laubers, che l'avrebbe abitato dal 1077 al 1082. Dopo l'estinzione della famiglia Laubers nel 1278, il castello passò a Heinrich Marschall von Tirol. Nel 1428 fu acquistato da Jackob Auer e nel 1462 divenne di proprietà dei fratelli Baumkircher. Quindi fu il turno del cancelliere Widmann, nel 1550, e poi seguirono una serie di facoltosi e importanti personaggi finché nel 1891 fu acquistato da un danese, Adolf Neubert. Egli restaurò completamente il castello per farlo diventare un hotel ottenendo l'aspetto attuale con forme neoromantiche e le due torri angolari. Della struttura originaria non rimane molto, a parte la cappella del XV secolo dedicata a San Michele e le cantine.
Dopo l'8 settembre 1943, Castel Labers fu requisito (insieme a Castel Rametz e alcuni altri hotel) e usato come centro di smistamento nell'ambito dell'Operazione Bernhard, con cui i nazisti cercarono di abbattere l'economia inglese stampando sterline false. Fu scelto per vari motivi: lo status di "città aperta" di cui godeva Merano e quindi l'assenza di bombardamenti, la relativa vicinanza della Svizzera in cui i soldi potevano essere nascosti, e il sostegno di parte della popolazione al nazismo. Grandi quantità di sterline false vi furono ritrovate dopo la fine della guerra.
Con la pace, il castello tornò ad essere un hotel.

## Curiosità
Nel 2009 vi è stato girato un documentario per la RAI, "Il Castello delle Sterline", per la regia di Roberto Condotta, che racconta la storia delle operazioni naziste legate alla falsificazione che vi furono svolte.